# 케이프가시쥐
케이프가시쥐(Acomys subspinosus)는 쥐과에 속하는 설치류이다. 남아프리카공화국의 웨스턴케이프 주에서 발견된다. 등 쪽에 진한 회색과 갈색의 가시 털로 덮여 있으며, 하체는 흰색이다. 큰 눈과 귀를 갖고 있으며, 털이 거의 없는 꼬리는 약해서 붙잡히면 전체 또는 일부가 부러지기 쉽다. 꼬리 길이 8cm를 포함하여 전체 몸길이는 17cm이고, 몸무게는 22g이다.

## 분포 및 서식지
남아프리카공화국의 웨스턴케이프 주에서 주로 서식하며, 이스턴케이프 주와 노던케이프 주 지역까지 확장된다. 분포 지역은 20,000km2이상이고, 해발 약 1,000m까지 분포한다. 자연 서식지는 지중해성 관목 식생 지대와 암반 지역이다. 육상성, 야행성 동물이지만 바위 그늘 속에서 아침 일찍과 오후 늦은 시간에 활동적일 수 있다.